# Almaty Challenger
L'Almaty Challenger è un torneo professionistico di tennis giocato su campi in terra rossa all'aperto. Fa parte dell'ATP Challenger Tour e si tiene annualmente dal 2017 al Gorky Tennis Park di Almaty, in Kazakistan.

## Albo d'oro

### Singolare
| Anno     | Campione                              | Finalista                             | Punteggio                             |
| -------- | ------------------------------------- | ------------------------------------- | ------------------------------------- |
| 2021 (2) | Jesper de Jong                        | Marcelo Tomás Barrios Vera            | 6–1, 6–2                              |
| 2021 (1) | Zizou Bergs                           | Timofej Skatov                        | 4–6, 6–3, 6–2                         |
| 2020     | Annullato per pandemia di Coronavirus | Annullato per pandemia di Coronavirus | Annullato per pandemia di Coronavirus |
| 2019     | Lorenzo Giustino                      | Federico Coria                        | 6–4, 6–4                              |
| 2018 II  | Denis Istomin                         | Nikola Milojević                      | 6(4)–7, 7–6(5), 6–2                   |
| 2018 I   | Jurij Rodionov                        | Peđa Krstin                           | 7–5, 6–2                              |
| 2017     | Filip Krajinović                      | Laslo Đere                            | 6–0, 6–3                              |

### Doppio
| Anno     | Campioni                              | Finalisti                                 | Punteggio                             |
| -------- | ------------------------------------- | ----------------------------------------- | ------------------------------------- |
| 2021 (2) | Vladyslav Manafov Vitaliy Sachko      | Corentin Denolly Adrián Menéndez Maceiras | 6–1, 6–4                              |
| 2021 (1) | Jesper de Jong Vitaliy Sachko         | Vladyslav Manafov Evgenii Tiurnev         | 7–6(4), 6–1                           |
| 2020     | Annullato per pandemia di Coronavirus | Annullato per pandemia di Coronavirus     | Annullato per pandemia di Coronavirus |
| 2019     | Andrej Martin Hans Podlipnik-Castillo | Gonçalo Oliveira Andrėj Vasileŭski        | 7–6(4), 3–6, [10–8]                   |
| 2018 II  | Zdeněk Kolář Lukáš Rosol              | Evgenij Karlovskij Timur Khabibulin       | 6–3, 6–1                              |
| 2018 I   | Kevin Krawietz Andreas Mies           | Laurynas Grigelis Vladyslav Manafov       | 6–2, 7–6(2)                           |
| 2017     | Timur Khabibulin Oleksandr Nedovjesov | Ivan Gakhov Nino Serdarušić               | 1–6, 6–3, [10–3]                      |